# Placa bimetal
Placa bimetal é uma placa composta de dois tipos de metais diferentes, onde num lado da placa predomina um tipo de metal, e no outro lado um metal diferente do primeiro. Uma de suas utilizações é em disjuntores.
Um desses metais é mais sensível ao calor. Este metal mais sensível é dimensionado para que no caso de ocorrer uma corrente acima do especificado (consequentemente aumentando a temperatura) este material curve-se por dilatação, enquanto o outro mantém sua posição, desconectando o disjuntor do contato onde estava.
De acordo com a American Society for Testing Materials, uma placa bimetálica ou termostática é definido como "um material compósito, geralmente na forma de folha ou tira, compreendendo dois ou mais materiais de qualquer natureza apropriada, metálica ou não, o que, em virtude de as diferentes expansividades dos componentes tendem a alterar a sua curvatura quando a sua temperatura é alterada ". 
Sendo assim, o sensor é constituído de duas tiras de metais diferentes, com coeficientes de dilatação térmica diferentes e fortemente fixados. Com a variação da temperatura as tiras de metal começam a dilatar. Como os coeficientes de dilatação são diferentes, uma irá dilatar mais que a outra, no que resulta em uma deformação do conjunto, na configuração de uma curvatura.
Essa deformação em função da temperatura e do tempo possibilita sua aplicação de elemento de medição e de regulagem, muito usado em dispositivos simples nas áreas de eletrotécnica, fabricação automotiva, na medição térmica e etc.

## Propriedades
Como a principal característica do sensor é curvatura causada pela dilatação, é conveniente fazer um mapeamento desse movimento, para poder projetar os mais diversos dispositivos que usam esse princípio.
O raio de curvatura (r) à uma temperatura T2 em um bimetal com espessura s, que inicialmente à uma T1 não se deforma, é calculado pela seguinte equação:
{\displaystyle {\frac {1}{r}}={\frac {k}{s}}*(T_{2}-T_{1})}
O coeficiente k é chamado de curvatura especifica, é um coeficiente de material que depende da diferença dos coeficientes de dilatação térmica dos componentes da placa. 

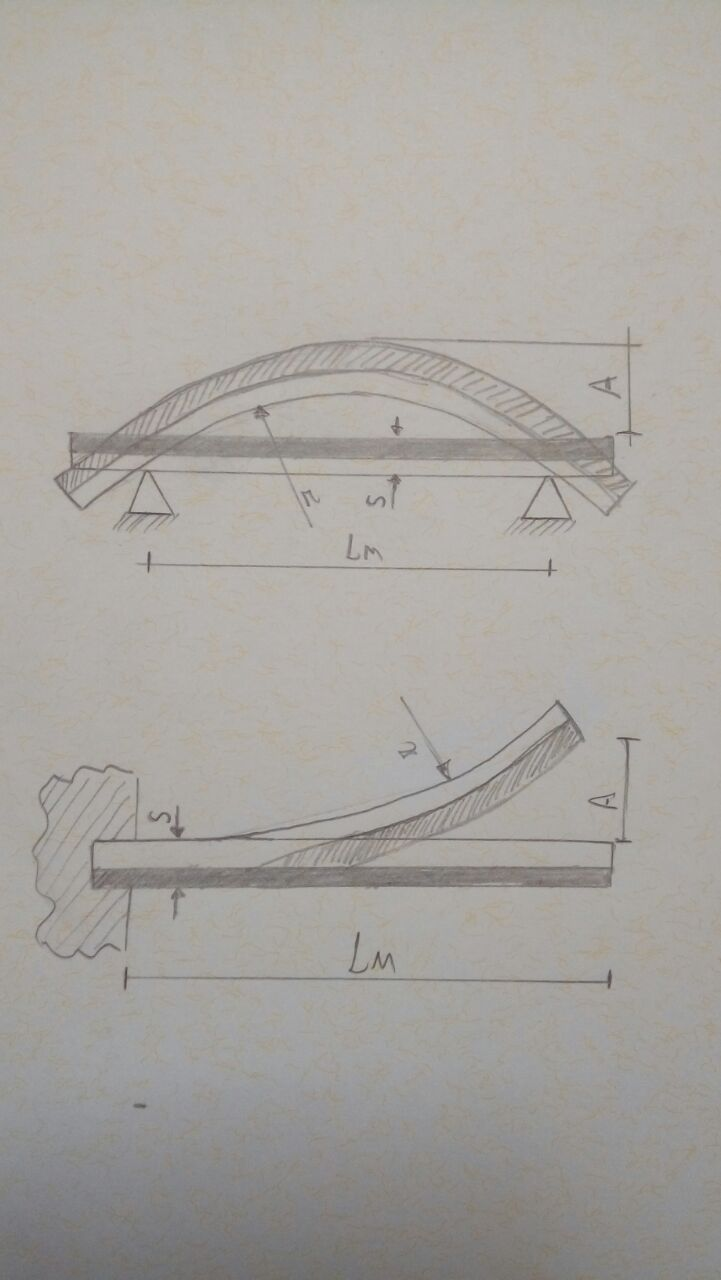
Placa Bimetal

O k é determinado, na pratica, medindo-se o deslocamento A provocado pela diferença de temperatura em um bimetal apoiado entre dois pontos espaçados de uma distância L, conforme a figura 1, seguindo a equação:
{\displaystyle k={\frac {8.A.s}{L^{2}+4.A^{2}+4.A.s}}*{\frac {1}{T_{2}-T_{1}}}}
Contudo, a aplicação mais frequente de uma placa bimetálica é com uma ponta engastada. Assim, a variável que determinará o deslocamento é a flexão térmica especifica (a), produzida pela espessura s, a distância L e o deslocamento A, como na figura 1, sendo a equação:
{\displaystyle a={\frac {A.s}{L^{2}+A^{2}+A.s}}*{\frac {1}{T_{2}-T_{1}}}}
Podemos simplificar essa equação desprezando o termo A*s do denominador, já que em relação aos termos quadráticos ele é pequeno, e desprezá-lo resultará em um erro inferior a 0,5%. Ainda se A for menor ou igual a 0,1* L, então podemos simplificar ainda mais e a equação resultará em:
{\displaystyle a={\frac {A.s}{(T_{2}-T_{1})L^{2}}}}
Assim a flexão da tira pode ser descrita pela equação:
{\displaystyle A={\frac {L^{2}(T_{2}-T_{1})}{s}}*a}

## Aplicações
Os bimetais são geralmente utilizados em sistemas de controle ON/OFF. Uma aplicação bastante conhecida é em termostatos, que são aplicados em sistemas de segurança, e se destacam pelo baixo custo.
Outra aplicação bem comum é em disjuntores, para a proteção de sistemas elétricos. Quando uma corrente muito alta passa pelo bimetal, ele se deforma e movimenta uma chave mecânica que interrompe a corrente.
Também é utilizado em termômetros industriais. O termômetro bimetálico é um termômetro constituído por duas lâminas de metais diferentes, unidas entre si e enroladas em forma de espiral ou hélice, sendo uma das extremidades fixa e a outra gira proporcionalmente à variação da temperatura registada.